# التعليم في بوليفيا

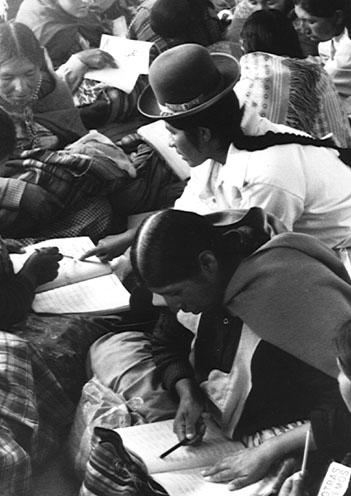

هناك فجوةٌ بين المناطق الريفية وتلكَ الحضريّة فيما يتعلَّقُ بـ التعليم في بوليفيا؛ حيثُ لا تزالُ مستويات الأمية في المناطق الريفية مرتفعة مُقابل انخفاض النسبة في بقية مدن البلاد وخاصّة الكبيرة منها. تُخصِّصُ بوليفيا 23% من ميزانيتها السنوية للنفقات التعليمية؛ وهي نسبةٌ أعلى مما هي عليه في معظم بلدان أمريكا الجنوبية الأخرى وإن كان ذلك من ميزانية وطنية أصغر. بدأ إصلاح القطاع التعليمي في بوليفيا في عام 1994 وذلكَ من أجلِ تلبية الاحتياجات المحلية المتنوعة عبر تحسينِ تدريب المعلمين وتطوير المناهج وكذا تطوير التعليم الرسمي الثنائي اللغة والموسّع بين الثقافات وتغيير نظام الصف المدرسي، ومع ذلك فقد أدت مقاومة نقابات المعلمين إلى إبطاء تنفيذ بعض الإصلاحات المقصودة.
في الواقع؛ لقد حدثَ توسعٌ حقيقي قليلٌ من ناحيّة الفرص التعليمية؛ وكان قانون عام 1947 الذي يدعو إلى إنهاء الأمية قد لفتَ الانتباه إلى قدرةِ الحكومة المحدودة على العمل في هذا المجال. حينها تطلَّب من كل متعلم بوليفي أن يعلم شخصًا واحدًا على الأقل القراءة والكتابة مُقابل فرض غرامات على الأميون البالغون الذي لم يتعلَّمون وبحلول ثورة 1952؛ كان أقل من ثلث السُكَّان البالغين يعرفون القراءة والكتابة.
وُضعت تتشريعات جديدة للقطاع التعليمي في عام 1956 وظلَّ معمولٌ بها حتَّى أواخر الثمانينات حينما أنشأت الحكومة «دورة ابتدائية» مدتها ست سنوات تليها أربع سنوات من «التعليم المتوسط» وسنتين من «التعليم الثانوية» ثمَّ تنتهي هذه المرحلة بتتويجِ التلميذِ بشهادة البكالوريا. نُقِّحت هذهِ القوانين في عامي 1969 و1973 فوُضعت مرحلة ابتدائية مدتها خمس سنوات وهي إجبارية لكل الأطفال ما بين سنّ السابعة والرابعة عشر تليها ثلاث سنوات من التعليم المتوسط وأربع سنوات من التعليم الثانوي. تتكون أول سنتين من التعليم الثانوي من برنامجٍ متكاملٍ يُتابعه جميع الطلاب؛ بينما يبدأ التخصَّص في العامين الأخيرين، وفي كلّ الأحوال كانت تؤديّ كل هذه السنوات من الدراسة إلى الحصول على شهادة البكالوريا والتي كانت شرطًا أساسيًا لدخول الجامعة.
تُعد جامعة بوليفيا إحدى أشهر الجامعات بالبلد بالإضافةِ إلى مجموعة متنوعة من المعاهد العامَّة والخاصة بما في ذلك أربع مؤسَّسات خاصة أخرى على الأقل تعمل دون تصريحٍ قانوني حتى عام 1989. قدمت مدارس أخرى التدريب الفنِّي في الفنون الجميلة والفنون التجارية والمجالات التقنية وكذلك في تدريب المعلمين. لقد انخرطت جامعة بوليفيا التي التحقَ بها أكثر من 100,000 طالب في عام 1989 في صراعٍ مريرٍ مع حكومة باز استنسورو بشأن ما يخشى القادة الأكاديميون من خطط الحكومة لإجراء «تخفيضات جذرية» في التعليم العالي الممول من القطاع العام؛ ثمَّ أقرت الحكومة خططها لتشجيع المؤسسات الخاصة في محاولة لعكس الانخفاض العام في المعايير الأكاديمية الناتجة عن سياسات القبول الواسعة، وقد أدى هذا المأزق بشأن التمويل الجامعي إلى احتجاجات الطلاب في عام 1988 مع تدخل الشرطة في أكبر جامعة في البلاد وهي جامعة سان أندرياس العليا التي كان يبلغ عدد طلابها 37000 طالب في مدينة لاباز.
نظمت وزارة التعليم والثقافة في بوليفيا فصولًا لمحو الأمية في صفوف كبار السنّ؛ وبحلول منتصف الثمانينات تمَّ تخصيص حوالي 350 مركزًا وأكثر من 2000 مُعلِّم لبرامج محو الأمية للأطفال؛ حيثُ كان أكثر من نصفهم في مقاطعة لاباز التي يوجد فيها أكثر من ثلث السكان. في الواقع؛ كانَ للبرنامج تأثيرًا ضئيلًا من حيثُ التحسّن في معدل معرفة القراءة والكتابة للبالغين والذي بلغ 0.293% فقط في منتصف الثمانينات؛ ونتجَ في المقام الأول عن زيادة الالتحاق بالمدارس الابتدائية لا غير. من عام 1973 إلى عام 1987؛ ارتفعت النسبة المئوية للأطفال في سنِّ المدرسة المسجلين في المدارس الابتدائية من 76% إلى 87%.
ذهبت معظم النفقات التعليمية للميزانيات التشغيلية؛ خاصة تكاليف الموظفين ولم يتبقَّ سوى القليل للبرامج الرأسمالية والتوسع. بقي الإنفاق منحازًا لصالح المناطق الحضرية؛ حيثُ كان حوالي 60% من المعلمين في بوليفيا يعملون في المدارس الحضرية. لقد كان للأزمة الاقتصادية التي عَصفت بالبلاد في أوائل إلى منتصف الثمانينيات تأثيرٌ شديدٌ على الإنفاق التعليمي؛ فقدَّر المحللون أن نفقات التعليم الحقيقي في عام 1985 كانت أقل من 40% من المجموع الرقم المُسجَّل في عام 1980. خلال نفس الفترة؛ انخفضت نسبة الناتج المحلي الإجمالي المخصصة للتعليم من 3% إلى أقل من 2%.
على الرغمِ من أن نظام التعليم قد سجَّل بعض التقدم في التسجيلات في السبعينيات والثمانينيات؛ إلا أنه لا تزال هناك مشاكل خطيرة. لقد ارتفعَ عدد طلاب المدارس الثانوية بمعدل أسرع مرتين من عدد سكان تلك الفئة العمرية؛ كما زادَ عدد الطلاب الجامعيين بأكثر من أربعة أضعاف من إجمالي عدد الطلاب الذين تتراوح أعمارهم بين 18 و24 عامًا، ومع ذلك ظلَّ التعليم الثانوي خارج متناول معظم البوليفيين ففقط 35% من الفئة العمرية المؤهلة التحقوا بالمدارس الثانوية. توجدُ تباينات كبيرة أيضًا بين معدلات التحاق الذكور والإناث.
لقد ظلَّت معدلات مغادرة المدرسة مرتفعة للغاية؛ حيثُ أن ثلث طلاب الصف الأول هم فقط الذين أكملوا الصف الخامس و 20% منهم فقط بدأوا المرحلة الثانوية بينما 5% هم من بدأوا دراساتهم بعد الثانوية وحصل 1% منهم فقط على شهادة جامعية. لقد كانت معدلات مغادرة المدارس أعلى في صفوفِ الفتيات والأطفال في المناطق الريفية حيثُ أكمل حوالي 40% فقط من شباب الريف تعليمهم بعد الصف الثالث. على جانبٍ آخرٍ؛ كانت اللغة الإسبانية هي لغة التدريس في كل المستويات ما جعل النقاد يلقون باللوم على الحكومة بسببِ غياب التعليم الثنائي اللغة (أو التعليم الثنائي اللغة متعدد الثقافات) في ظلِّ ارتفاع معدلات مغادرة التلاميذ للمدارس والطلاب للجامعات.